# Friedrich Adalbert Maximilian Kuhn
Friedrich Adalbert Maximilian Kuhn ( * 1842 – 1894) fue un botánico, pteridólogo y micólogo alemán. Usaba el nombre "Max," y frecuentemente escrito "Maximilian Friedrich Adalbert Kuhn." Realizó investigaciones con Konrad H.H. Christ y Georg H. Mettenius.

## Algunas publicaciones
- Isoëtaceae, Marsiliaceae, Salviniaceae, exposuit Maximilianus Kuhn ... Volumen 1 de Martii Flora brasiliensis. 1 pp. 1840

### Libros
- Beitrage zur Mexicanischem Farnflora. Halle. 47 pp. 1869
- Filices Africanae. W. Engelmann, Lipsiae. 1868. i + 233 pp. 1 plancha, 240 mm
- Filices Deckenianae. Typis Breitkopfii & Haertelii, Lipsiae. 1867. 2,26, (2) pp. 220 mm
- Filices Novarum Hebridarum. Viena. 1869

- La abreviatura «Kuhn» se emplea para indicar a Friedrich Adalbert Maximilian Kuhn como autoridad en la descripción y clasificación científica de los vegetales.[1]